# Bear Lake megye
Bear Lake megye az Amerikai Egyesült Államokban, azon belül Idaho államban található. Megyeszékhelye Paris, legnagyobb városa Montpelier. Lakosainak száma 6372 fő (2020. április 1.). Bear Lake megye Caribou, Rich, Lincoln, Cache és Franklin megyékkel határos.

## Népesség
A megye népességének változása:
| Lakosok száma | 5967 | 5957 | 5904 | 5943 | 5922 | 6372 |
|               | 2010 | 2011 | 2012 | 2013 | 2015 | 2020 |